# Listrognathus paludatus
Listrognathus paludatus är en stekelart som först beskrevs av Cresson 1872.  Listrognathus paludatus ingår i släktet Listrognathus och familjen brokparasitsteklar.

## Underarter
Arten delas in i följande underarter:
- L. p. ocularis
- L. p. californicus